# Zatoka Kiparysyjska
Zatoka Kiparysyjska (gr. Κυπαρισσιακός Κόλπος, Kiparisiakos Kolpos) – zatoka u wybrzeży południowej Grecji, stanowiąca część Morza Jońskiego, oblewa zachodnie wybrzeża półwyspu Peloponez, na południe od wyspy Zakintos.